# Atentado de Rentería de septiembre de 1982
El atentado de Rentería fue un ataque con armas de fuego perpetrado el 14 de septiembre de 1982 por la organización terrorista ETA en Rentería –en euskera y oficialmente Errenteria–, tomando como objetivo a un grupo de agentes del Cuerpo de Policía Nacional, que fueron emboscados en un punto de la carretera cercano a la localidad guipuzcoana. Cuatro policías resultaron asesinados y uno quedó gravemente herido, en el que fuera el atentado más mortífero de ETA en 1982.

## Contexto
Durante las décadas de 1970 y 1980, Rentería se convirtió en un punto focal de la actividad de varias facciones terroristas: así, entre septiembre de 1979 y marzo de 1982, los militantes de ETA habían matado a seis personas en acciones violentas en Rentería y sus alrededores; y en el triángulo formado entre San Sebastián, Rentería y Andoáin, diez personas sospechosas de mantener conexiones con ETA perdieron la vida a manos del terrorismo de extrema derecha entre 1979 y 1981. El atentado de septiembre se produciría tan solo un día antes de la conclusión de la iniciativa «Verano 82» de las fuerzas de seguridad, que tomando como meta reducir la operatividad de los comandos de ETA había logrado una disminución del 7 % en el número de víctimas de la organización en comparación al año previo. En el contexto nacional, la masacre se producía un mes antes de las elecciones generales que llevarían a la presidencia del Gobierno a Felipe González, causando consternación entre los políticos.

## El atentado
A las 11:30 de la mañana del 14 de septiembre de 1982, cinco agentes del Cuerpo de Policía Nacional condujeron hasta el bar Susperregui, en la localidad de Franchilla, para almorzar. Tres de los policías se presentaron uniformados en un vehículo con distintivos oficiales, mientras que los otros dos vestían como civiles y se desplazaban en un automóvil carente de identificación policial visible. Según el testimonio del propietario del establecimiento, hacía aproximadamente un mes de la última vez en que miembros de las fuerzas de seguridad visitaban su establecimiento, el mismo periodo de tiempo que cinco de los seis miembros del Comando Donosti, la unidad de ETA que sería responsable del ataque, habían permanecido a la espera de una información como aquella. Rápidamente treparon a las colinas adyacentes, en el alto de Perurena, y desde allí pudieron avistar a los dos coches abandonando el aparcamiento del bar y dirigiéndose hacia la carretera que une San Sebastián y Rentería, en dirección a esta última. En las inmediaciones de las cuevas de Landarbaso, a unos trescientos metros del parque de Listorreta, el convoy policial se vio forzado a aminorar en una curva muy pronunciada, lo que redujo considerablemente su velocidad. En ese escenario, próximo a un pequeño barranco, y a una milla de donde almorzaron, los dos automóviles fueron sometidos a ráfagas de fuego cruzado procedente de armas automáticas. Los agentes intentaron repeler la agresión disparando con sus pistolas reglamentarias, pero no lograron acertar a sus asaltantes, que contaban con la ventaja del terreno elevado. Dos de los policías, Jesús Ordóñez Pérez y Juan Seronero Sacristán, fallecieron en el acto, mientras que los tres restantes, Alfonso López Fernández, Antonio Cedillo Toscano y Juan José Torrente Terrón, recibieron heridas de gravedad. Los coches en los que viajaban fueron alcanzados por un total de casi 100 proyectiles.
Uno de los agentes de paisano, Antonio Cedillo, aún pudo seguir realizando varios disparos contra los terroristas en fuga a pesar del carácter de sus lesiones, y a continuación avanzó a pie por la carretera hacia Rentería hasta derrumbarse a 100 metros del lugar del atentado, dejando un gran charco de sangre. José Elicegui, un civil que vivía en una población a pocos metros del cruce de la carretera que une las localidades de Oyarzun, Astigarraga y Rentería, se encontraba de camino a su trabajo cuando vio al policía, y se detuvo a recogerlo para llevarlo al hospital. Sin embargo, tres miembros de ETA persiguieron a Elicegui y lo obligaron a detenerse, registraron su camioneta y, cuando encontraron a Cedillo, lo remataron con un tiro en la nuca.
Los otros tres participantes en el ataque huyeron de la escena y secuestraron un automóvil para escapar. En el caso de los restantes policías, Alfonso López murió mientras era trasladado al hospital de la Cruz Roja en San Sebastián, mientras que Juan José Torrente fue operado nada más llegar al hospital y, después de más de tres horas de cirugía, fue ingresado en coma en la unidad de cuidados intensivos, recuperándose al cabo de nueve meses. La Guardia Civil realizó un reconocimiento intensivo en el área y recolectó una gran cantidad de casquillos de 9 × 19 mm Parabellum, un tipo de munición comúnmente empleado por ETA. Los cuerpos de los agentes abatidos permanecieron en el lugar hasta la llegada de los forenses. ETA reivindicó la autoría del ataque esa misma noche en un comunicado distribuido a través del periódico Egin, responsabilizándose asimismo de otros atentados cometidos la semana anterior contra una granja propiedad del Ejército de Tierra, y contra el cuartel de la Guardia Civil en Durango.

## Funerales
Los funerales de los asesinados tuvieron lugar a las 7:00 p. m. del mismo día en la sede del Gobierno civil de Guipúzcoa. El presidente del Gobierno Leopoldo Calvo-Sotelo, el ministro del Interior Juan José Rosón y el inspector general de la Policía Nacional Félix Alcalá-Galiano se desplazaron hasta San Sebastián para asistir a las exequias, en las que también estuvieron presentes el lendakari Carlos Garaikoetxea, el delegado del Gobierno en el País Vasco Jaime Mayor Oreja, los gobernadores civiles y militares, el alcalde de San Sebastián Jesús María Alkain y el diputado general Xabier Aizarna. Los principales partidos políticos de la comunidad autónoma, el Partido Socialista Obrero Español (PSOE), el Partido Nacionalista Vasco (PNV), la Unión de Centro Democrático y Alianza Popular (AP), enviaron también representantes para reunirse y consolar a los familiares de las víctimas.

## Reacciones
El obispo de San Sebastián José María Setién emitió un comunicado reclamando el fin de los asesinatos en el País Vasco. La mayoría de los diarios autonómicos lamentaron el atentado, con Deia señalando el voto a Herri Batasuna como un apoyo a ETA y Tribuna Vasca criticando en particular la ejecución de Cedillo, argumentando que «ni en las guerras más crueles se asesina al adversario herido». Entre los partidos, el PNV acusó a ETA de intentar crear un caos preelectoral y el PSOE declaró que si ganaban las elecciones programadas para el mes siguiente, utilizarían todos los medios democráticos en su poder para cesar definitivamente la actividad de ETA. El miembro de la Comisión Ejecutiva Federal del PSOE Javier Solana agregó incluso que su partido no negociaría con la organización terrorista. AP y Euskadiko Ezkerra condenaron también enérgicamente la masacre, y la UCD de Guipúzcoa expresó su apoyo y simpatía a las fuerzas y cuerpos de seguridad del Estado.
Julián Carmona Fernández, agente de la Policía Nacional que se había encargado de acompañar uno de los cuerpos de sus compañeros a su lugar de origen, se suicidó disparándose en la cabeza al día siguiente, lo cual llevó a especulaciones sobre si su acción había sido motivada por el trauma sufrido a consecuencia del atentado, ya que algunos de los fallecidos se contaban entre sus amigos personales, en lo que posteriormente sería denominado por expertos como el «síndrome del Norte». El inspector general Alcalá-Galiano se mostró dubitativo ante las posibles razones de su suicidio, sin desestimar el factor de la tensión vivida por los policías destacados en el País Vasco.

## Investigaciones policiales
Fuentes policiales identificaron a Manuel Urionabarrenechea, alias «Manu», como uno de los principales organizadores del atentado. «Manu» nació en Guernica en 1952 y, según las fuerzas de seguridad, había sido previamente responsable del asesinato de un guardia civil en Lequeitio en 1978 y de tres personas en Oyarzun y Rentería en 1981 y 1982, así como otros atentados después de aquel último año. Había sido ya arrestado en 1979, acusado de proporcionar información a ETA, pero acabó siendo puesto en libertad. El 21 de agosto de 1989, la policía identificó a un hombre en Vitoria como «Manu» y lo siguió a él y a su acompañante, Teodoro Julián Mariscal, hasta un bar en el centro de la ciudad. Sin embargo, cuando intentaron detenerlos, el hombre reconocido como «Manu» sacó un arma y se produjo un tiroteo. Este sospechoso logró escapar secuestrando un automóvil, mientras que Teodoro Julián Mariscal y un guardia civil resultaron heridos. Casi un mes después, el 17 de septiembre, «Manu» fue uno de los sospechosos abatidos en el intercambio de disparos con la Guardia Civil en Irún, mientras trataba de huir en un vehículo a Francia. Su compañero murió por la explosión de su propia granada, que había intentado lanzar contra los gendarmes.
El 15 de junio de 1984, Jesús María Zabarte Arregui se entregó a la policía después de una refriega en la que murieron sus dos cómplices. Zabarte admitió haber participado en varios atentados de ETA, entre ellos la masacre de Rentería, por los cuales fue condenado a 300 años de prisión en 1985.